# Mliječnjak
Mliječnjak (lat. Hedypnois) je rod jednogodišnjeg bilja iz porodice glavočika (tribus Cichorieae). Pripada mu 4 vrsta raširenih od Makaronezije preko Mediterana do zapadne Azije.
U Hrvatskoj raste kretski mliječnjak ili Hedypnois cretica.
Rod je opisan u The Gardeners Dictionary...Abridged...fourth edition vol. 2. 1754.

## Vrste
1. Hedypnois arenaria (Schousb.) DC.
2. Hedypnois caspica Hornem.
3. Hedypnois cretica (L.) Dum.Cours.
4. Hedypnois rhagadioloides (L.) F.W.Schmidt
5. Hedypnois ×pendula Willd.